# José Varacka
José Varacka (ur. 27 maja 1932 w Buenos Aires, zm. 22 października 2018) – argentyński piłkarz, lewy pomocnik. Wzrost 182 cm, waga 78 kg. Później trener.

## Piłkarz
Urodzony w rodzinie czeskich imigrantów Varacka rozpoczął karierę piłkarską w 1952 roku w klubie CA Independiente. W 1954 wziął udział w słynnym meczu, w którym Independiente rozgromił 6:0 Real Madryt.
Jako gracz Independiente wziął udział w turnieju Copa América 1956, gdzie Argentyna została wicemistrzem Ameryki Południowej. Varacka zagrał tylko w meczu z Chile.
Jako piłkarz klubu Independiente wziął udział w finałach mistrzostw świata w 1958 roku, gdzie Argentyna odpadła już w fazie grupowej. Varacka wystąpił we wszystkich trzech meczach – z Niemcami, Irlandią Północną i Czechosłowacją.
Rok po nieudanych mistrzostwach świata Varacka wziął udział w turnieju Copa América 1959, gdzie Argentyna powetowała sobie niepowodzenia i zdobyła mistrzostwo Ameryki Południowej. Varacka zagrał w dwóch meczach – z Chile i Boliwią.
W 1960 Varacka przeniósł się do River Plate, w którym grał przez 6 sezonów. W 1964 wziął udział w wygranym przez Argentynę turnieju Copa de Las Naciones.
W 1966 Varacka przeszedł do klubu San Lorenzo de Almagro, w którym spędził jeden sezon. Jako piłkarz klubu San Lorenzo był w kadrze reprezentacji podczas finałów mistrzostw świata w 1966 roku, gdzie Argentyna dotarła do ćwierćfinału. Varacka nie zagrał w żadnym meczu.
W 1967 na krótko przeniósł się do chilijskiego klubu CSD Colo-Colo, a następnie do Peru, gdzie zakończył karierę w klubie Miraflores Lima.

## Trener
Swoją karierę trenerską Varacka rozpoczął w 1968 roku w klubie Gimnasia y Esgrima La Plata. Następnie przez rok trenował Boca Juniors, po czym na 2 sezony wrócił do Gimnasii. Podczas finałów mistrzostw świata w 1974 roku, gdzie Argentyna dotarła do drugiego etapu turnieju, Varacka był asystentem trenera Vladislao Capa.
Po mistrzostwach, w 1975, został opiekunem drużyny Atlanta Buenos Aires, a następnie na 2 lata przeniósł się do Kolumbii, gdzie wraz z klubem Atlético Junior zdobył w 1977 roku mistrzostwo Kolumbii. W 1978 kolejny raz znalazł się Gimnasii La Plata, skąd po 2 sezonach wrócił do Kolumbii. Przez rok opiekował się drużyną Millonarios FC, po czym na przez dwa sezony ponownie pracował w klubie Atlético Junior, z którym w 1980 roku drugi raz sięgnął po mistrzostwo kraju.
W 1981 wrócił do Argentyny, gdzie przez 2 sezony pracował z klubem Argentinos Juniors Buenos Aires. W 1981 roku w ostatniej chwili uratował Argentinos Juniors przed spadkiem wygrywając 1:0 z San Lorenzo de Almagro. Zamiast Argentinos Juniors z ligi spadł pokonany San Lorenzo. Po zakończeniu pracy w Argentinos Juniors przez jeden sezon kierował drużyną River Plate.
W 1984 oraz w latach 1987–1988 kolejny raz zajmował się kolumbijskim zespołem Atlético Junior.